# Pedrocortesella hangayi
Pedrocortesella hangayi är en kvalsterart som beskrevs av Hunt 1996. Pedrocortesella hangayi ingår i släktet Pedrocortesella och familjen Licnodamaeidae. Inga underarter finns listade i Catalogue of Life.